# Ștefăneștii de Jos
Ștefăneștii de Jos là một xã thuộc hạt Ilfov, România. Dân số thời điểm năm 2002 là 4138 người.